# Batman: The Last Arkham
«Batman: The Last Arkham» (traducido cómo Batman: El Arkham del pasado en algunos países de habla hispana) es el primer arco de la serie de cómics Batman: Shadow of the Bat, escrito por Alan Grant y dibujado por Norm Breyfogle.En esta serie vieron la luz varios personajes actuales del universo Batman, como por ejemplo: Jeremiah Arkham y Victor Zsasz.

## Argumento
The Last Arkahm comienza con la destrucción del Asilo Arkham, siendo su nuevo administrador Jeremiah Arkham, quien heredo el Asilo después de la muerte de su tío Athadeus Arkham. El asilo es renovado y equipado con numerosas nuevas medidas de seguridad.
Batman se topa con una serie de asesinatos, asemejándose al asesino en serie MO Zsasz, Batman comienza a investigar para descubrir que Zsasz ha sido encarcelado en el Asilo Arkham durante el transcurso de los asesinatos. Decidiendo demostrar que Zsasz es culpable, Batman y el Comisionado Gordon idean un plan para internar a batman dentro del asilo y así poder descubrir la verdad.